# Nátrium-aurotioszulfát
A nátrium-aurotioszulfát szervetlen vegyület, képlete Na3Au(S2O3)2·2H2O. A vegyület lineáris téralkatú komplex anionjában két tioszulfát ligandum kapcsolódik az arany(I) centrumhoz. Több más aranyvegyülethez hasonlóan reumaellenes szerként használják.

## Fordítás
Ez a szócikk részben vagy egészben  a   Sodium aurothiosulfate című angol Wikipédia-szócikk ezen változatának fordításán alapul.  Az eredeti cikk szerkesztőit annak laptörténete sorolja fel. Ez a jelzés csupán a megfogalmazás eredetét és a szerzői jogokat jelzi, nem szolgál a cikkben szereplő információk forrásmegjelöléseként.